# Viking kultúra
A vikingek skandináv származású hajósok és harcosok, akik a 8. és a 11. század között indultak rablóportyáikra vagy hódító hadjárataikra. Ebben a szócikkben a kultúrájukat mutatjuk be. Más témában ld. a Vikingek szócikket és kapcsolódó szócikkeket.

## A viking művészet

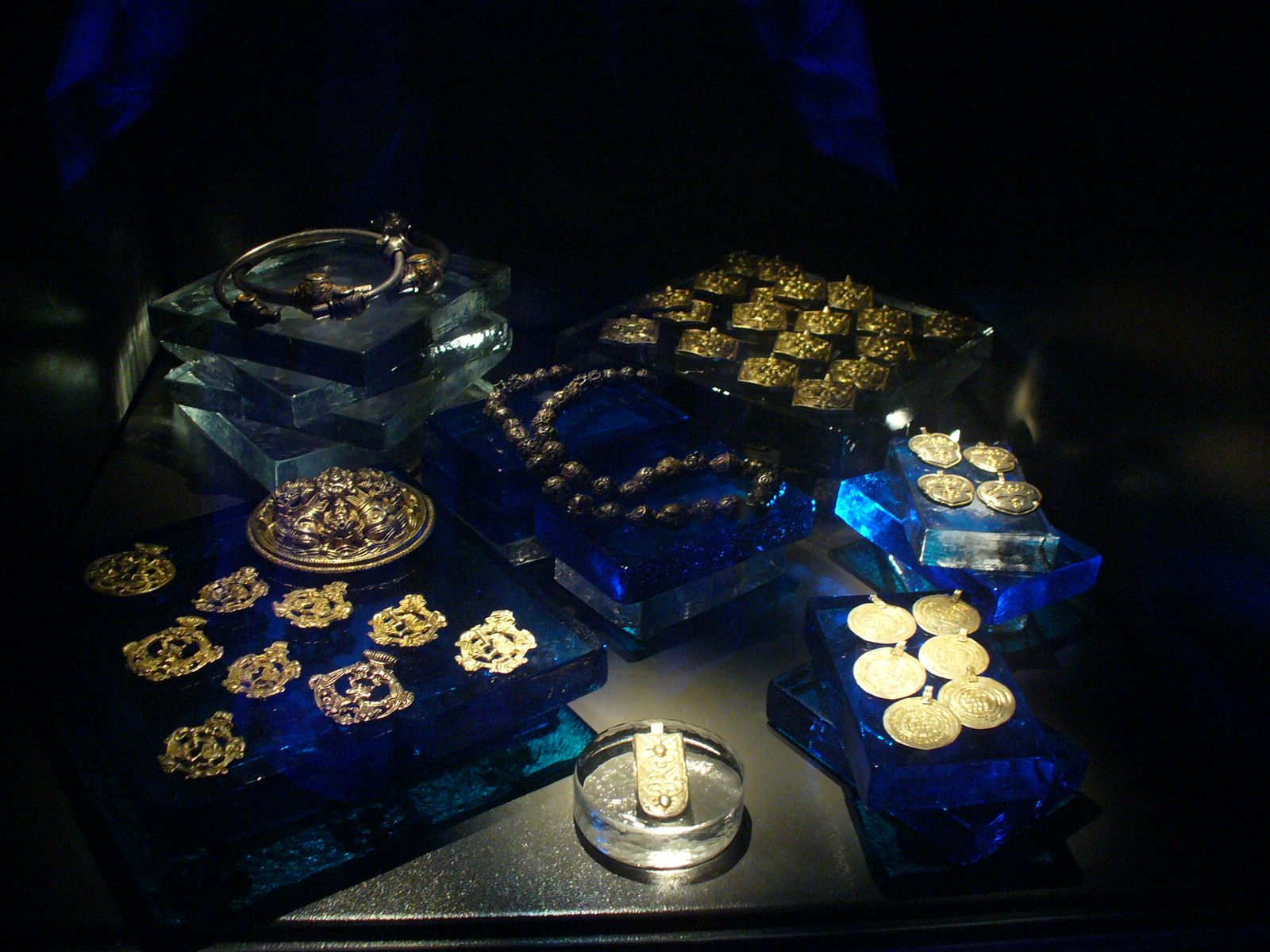
Különféle viking ékszerek a stockholmi Történeti Múzeumban

A figurális művészet témáját a mítoszokból és a mondákból merítették. Az osebergi hajó testét faragott domborművek ékesítették, amelyek a mítoszokból ismert állatokat ábrázoltak. A gotlandi faragott vagy festett képes köveken az Eddából ismert jeleneteket, harci jeleneteket vagy hajókat ábrázoló képeket találtak. A Gamla Uppsala-i pogány templomban nagyméretű, fából faragott szobrok álltak. Sok istent ábrázoló, amulettként szolgáló szobrocskát készítettek fémből, borostyánkőből. Valószínű, bár nem bizonyított, hogy a mitológiai jelenetek mellett élő vagy nemrég elhunyt személyek tetteit is ábrázolták.
A viking művészeti alkotások különálló csoportját alkotják a Skandináviában szinte mindenhol fellelhető rúnakövek, amelyek a kutatók számára a legközvetlenebb források a vikingek életmódjának, gondolkodásmódjának megismeréséhez. A rúna-feliratokból a kiemelkedő személyiségek életéről szerezhetünk adatokat. A kereszténység terjedésével egyre inkább nőtt azoknak a köveknek a száma, amelyek a hagyományos viking jelenetek helyett keresztény indíttatású jeleneteket ábrázoltak, mint a betlehemi csillag vagy a háromkirályok.
A vikingek, a nők és a férfiak egyaránt szerettek díszesen öltözködni. Mivel Róma „aranykora” után a vikingkorban az első számú értékmérő az ezüst lett, ékszereik is főleg ebből készültek. Míg a férfiak általában csak font vagy csavart karkötőt hordtak, az asszonyok több ékszert is viseltek.
Nehéz, ezüst karpereceiket mély bevésések vagy gombok, szegecsek díszítették, esetleg csavarmenet alakúak voltak bevésett díszítéssel. Később más típusok kerültek előtérbe: a csavart vagy fonott karperecek mellett megjelentek a hosszú, finoman megmunkált láncok és a külföldi hatásról árulkodó kerek, indás vagy spirális díszítményekkel ellátott melltűk. A vikingek ékszerei különböző kincsleletekben kerültek a felszínre.
A vikingek textilművészetével kapcsolatban a legjelentősebb régészeti lelet az osebergi hajóban talált összetekert falikárpit. Hímzett mitológiai és harci jelenetek díszítik, amelyek megismertetik a vikingek öltözködését, szárazföldi közlekedési eszközeit.
A sírokban talált leletekből látszik, hogy a vikingek szerették a drága kelméket, amelyeket kereskedelem útján szereztek be. A viking harcos jellegzetes ruhadarabja volt a homlokán hordott, hímzéssel díszített gyapjú- vagy selyemszalag, amelyet „táblácskás” eljárással szőttek.
A skandináv irodalom legrégibb, szájhagyomány útján fennmaradt emlékei a szkaldversek. A szkaldikus költészet fő műfaja a dicsvers volt, amely valamely előkelő, legtöbbször egy király dicső tetteit örökítette meg. Az Edda-énekek (Régibb Edda) egységes kompozíciókból álló versgyűjtemény. A skandináv népek hitvilágát örökíti meg, s szól a népvándorlás koráról éppúgy, mint a vikingek koráról. A sagairodalom, az archaikus óizlandi nyelven írt prózairodalom. A saga eredetileg szájhagyomány alapján továbbélő történet volt, amelynek hosszúsága a rövid elbeszéléstől a regényhosszúságú prózáig terjedt, és a legkülönfélébb változatokban fordult elő.

## A vikingek vallása

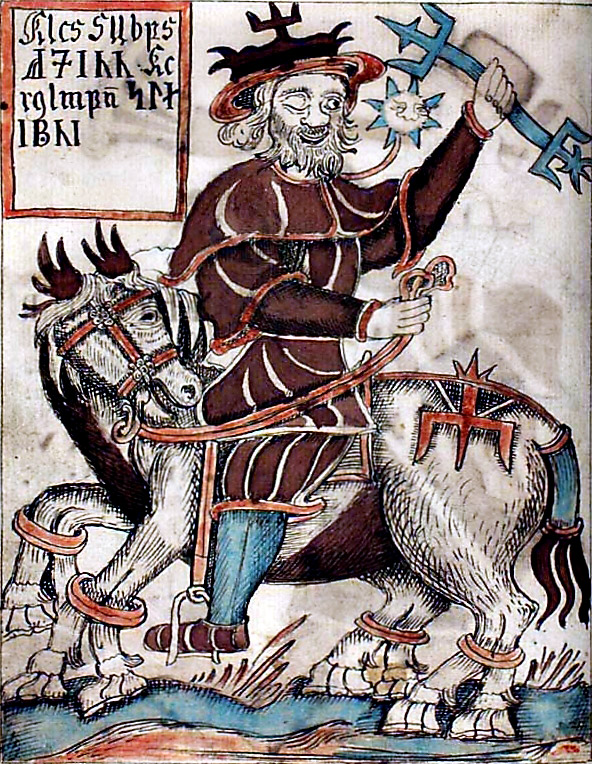
Odin, a skandinávok félszemű főistene nyolclábú lován. Részlet egy 18. századi kéziratos könyvből

A skandinávok kereszténység előtti, pogány vallásgyakorlásáról keveset tudunk. A legfontosabb leírás Brémai Ádám munkája, amely az Gamla Uppsala-i pogány templomot és az ahhoz kapcsolódó áldozati szertartásokat mutatja be. A források egyébként is sok áldozati helyet és szertartást említenek, ahol főleg Odinnak, Thornak vagy az alsóbbrendű isteneknek, a nornáknak áldoztak. A szertartásokon a kilences szám nagy szerepet játszott, annak emlékére, hogy főistenük, Odin, kilenc napig lógott a Világfa ágán dárdával átszúrva, míg jutalmul megkapta a bölcsességet jelképező, rúnákkal teleírt pálcikákat.
Gamla Uppsalában például minden kilencedik évben nagy ünnepet ültek, ahol mindenfajta élőlényből kilencet áldoztak fel és akasztottak a szent liget fáira: kutyákat, kakasokat, lovakat, embereket. A temetési szertartásokat is gyakran kísérte emberáldozat, az előkelőeket gyakran temették el egy vagy több szolga társaságában, akiket nem ritkán élve temettek uruk, úrnőjük mellé. Az emberáldozatok a vikingek korának végére természetesen eltűntek, de még a kereszténység felvétele után is előfordult, hogy ajándékokkal akarták megvesztegetni régi isteneiket.
A régészeti leletek révén a vikingek temetkezési szokásaikról tudunk a legtöbbet, amelyek a lehető legváltozatosabbak voltak. Temetkeztek koporsóba és hajósírba, hamvasztással vagy anélkül, tárgyaktól körülvéve vagy anélkül. A Norvégiában és Svédországban ismert csónakos temetkezési mód Dániában ismeretlen volt. Ott inkább jelképes tárgyakkal, az eredeti tárgyak kicsinyített másolatával temették a halottakat. De mindennek a gyökere az a hit volt, hogy a halottak megmaradnak a családjuk körében, akiknek feladata, hogy méltóképpen felkészítsék új életére, megemlékezzenek róla és a nagy ünnepeken meghívják asztalukhoz.

## A viking kultúra más elemei
A vikingkorban Európában még nem volt elterjedt a sakk, e helyett egy olyan játékot játszottak, amelyet ma viking sakk néven ismerünk, de eredeti neve Hnefatafl vagy Talbut volt.